# Camarea
Camarea là một chi thực vật có hoa trong họ Malpighiaceae.

## Hình ảnh

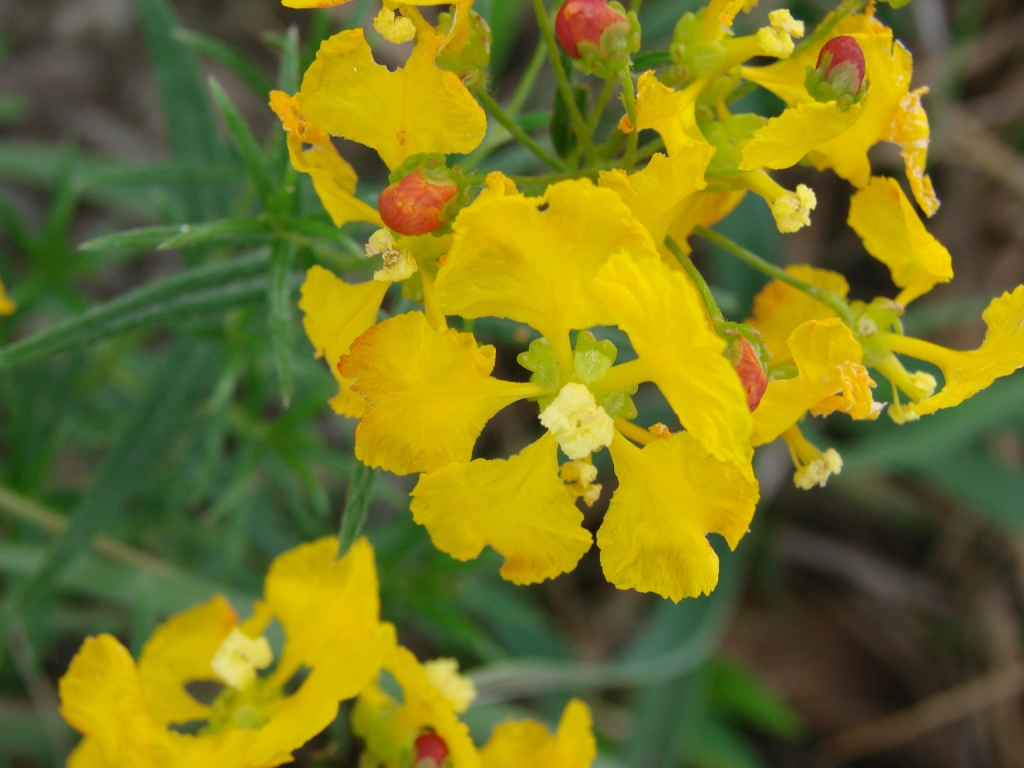
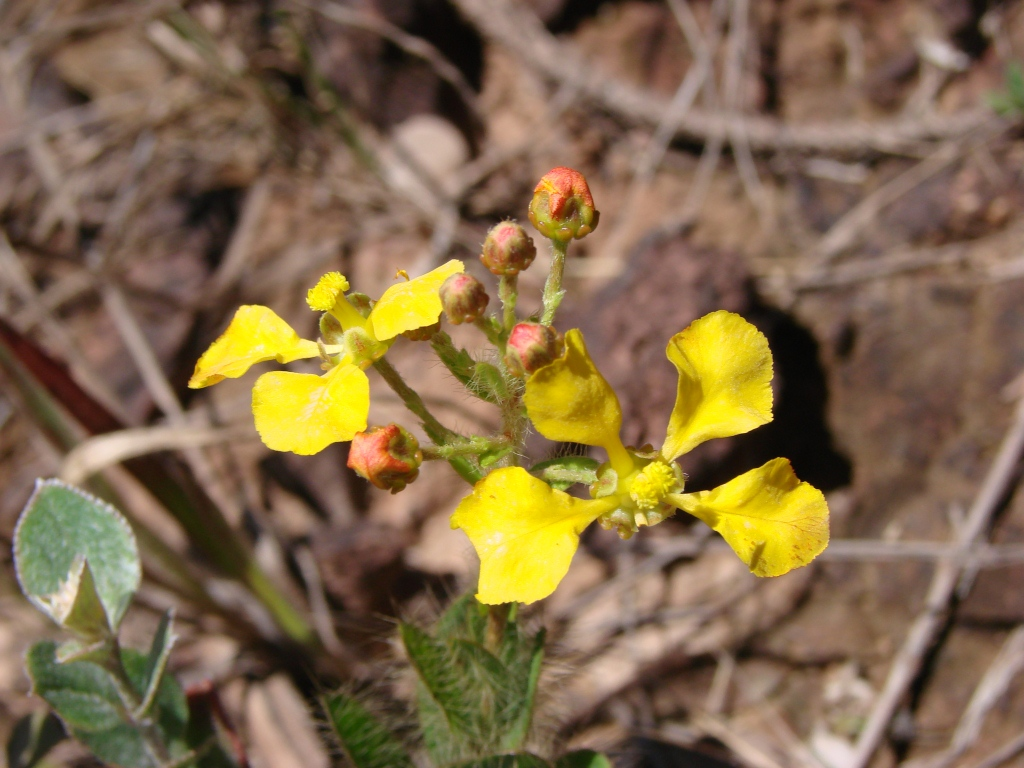
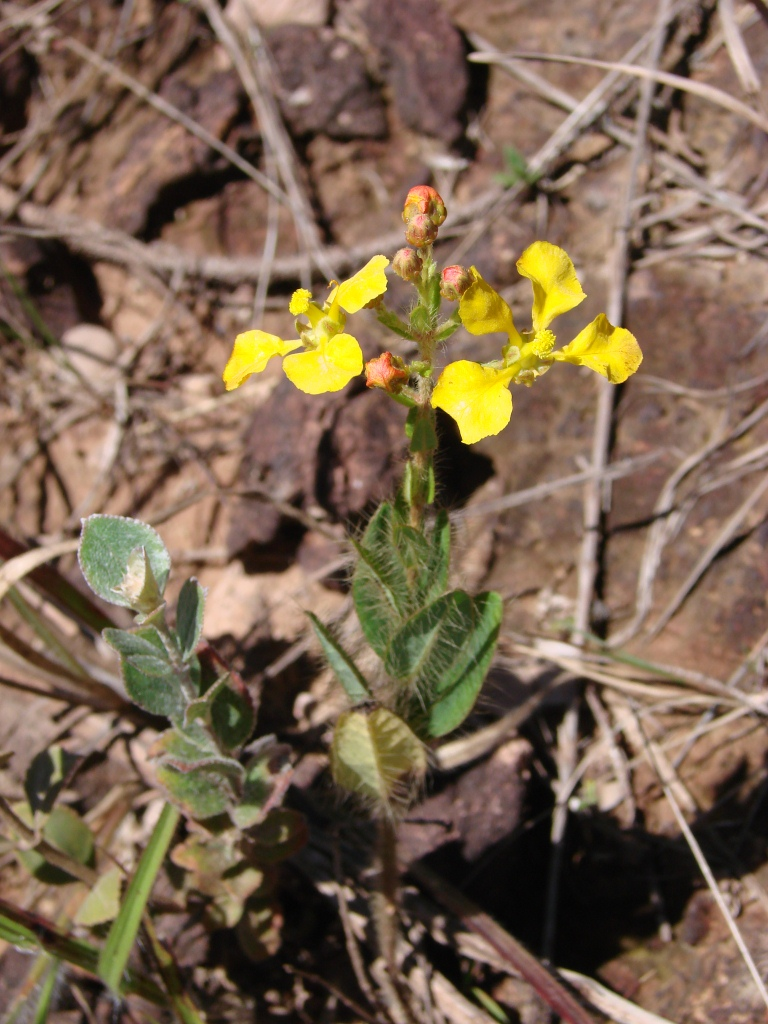
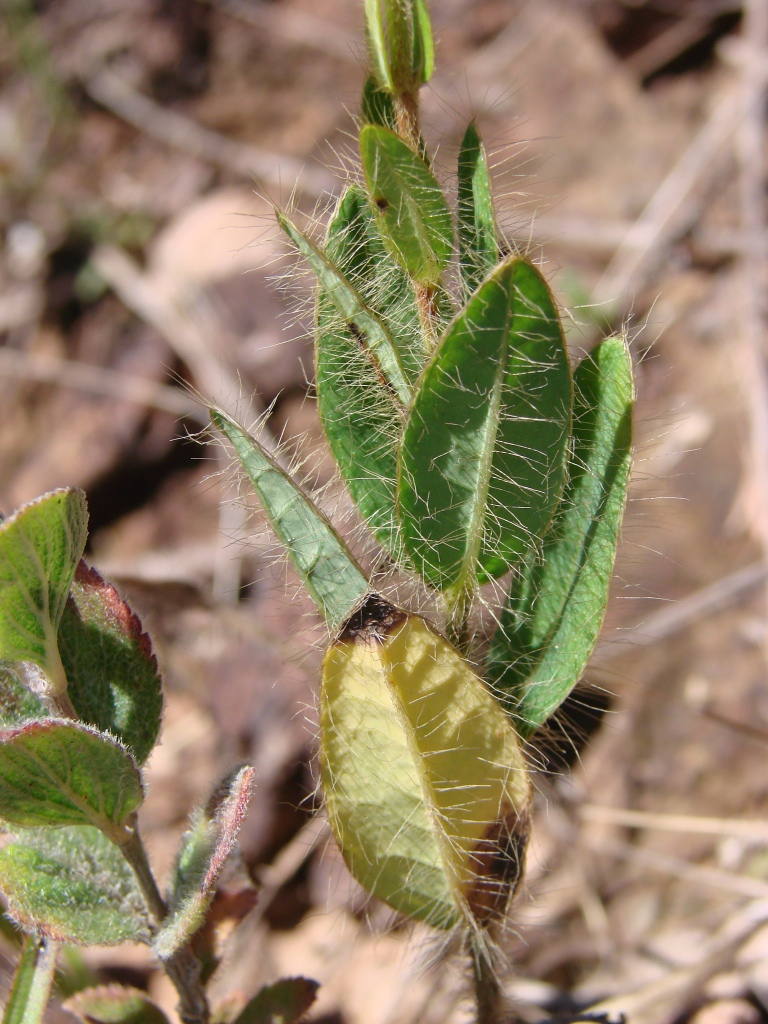

## Loài
Chi Camarea gồm các loài: